# Chlamydephorus dimidius
Chlamydephorus dimidius es una especie de molusco gasterópodo de la familia Chlamydephoridae en el orden de los Stylommatophora.

## Distribución geográfica
Es  endémica de Sudáfrica.

## Hábitat
Su hábitat natural son: Bosques templados.

## Estado de conservación
Se encuentra amenazada de extinción por la pérdida de su hábitat natural.